# Kraje Korony Czeskiej
Kraje Korony Czeskiej, Ziemie Korony Czeskiej lub Korona Królestwa Czech (łac. Corona Regni Bohemiae, cz. Země Koruny české, niem. Länder der Böhmischen Krone), znane także jako Kraje Korony Świętego Wacława lub  Ziemie Korony Świętego Wacława  (cz. země Koruny svatováclavské), a także jako Korona Czeska (łac. Corona Bohemiae, cz. Koruna česká) – historyczny twór państwowy w Europie Środkowej, założony 7 kwietnia 1348 roku przez Karola IV Luksemburskiego, króla Rzymian (Niemiec) i króla Czech, późniejszego cesarza rzymskiego. Był integralną częścią Świętego Cesarstwa Rzymskiego, następnie od 1806 Cesarstwa Austrii, a później od 1867 Austro-Węgier. Istniał formalnie do 1918 roku, w tym właśnie roku Czechy zostały przekształcone w republikę (Czechosłowacja).

## Historia

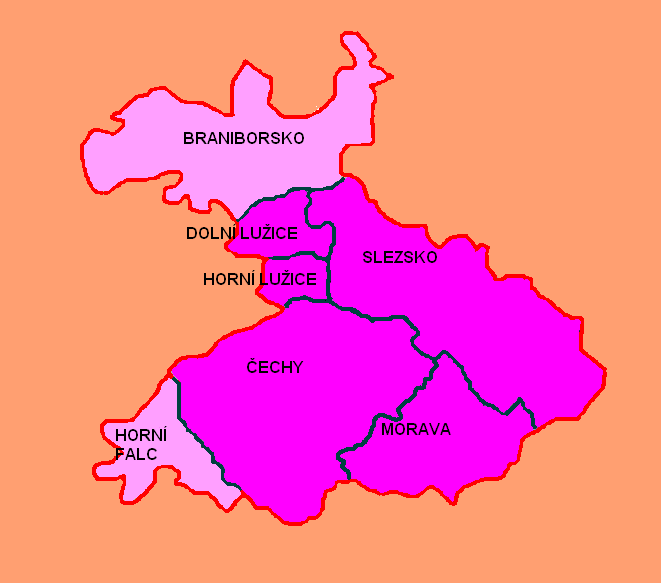
Kraje Korony Czeskiej za rządów Karola IV Luksemburskiego

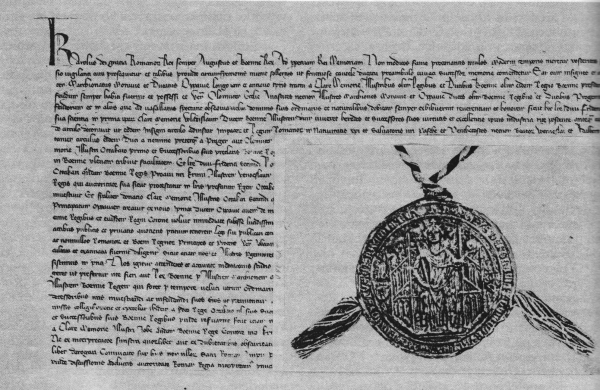
Dekret Karola IV ogłaszający diecezję ołomuniecką, margrabstwo moraw i księstwo opawskie jako lenna korony czeskiej. RI VIII n. 652 z dnia 7 kwietnia 1348 r

### Okres Luksemburski
Karol IV został koronowany w Pradze koroną św. Wacława w Katedrze św. Wita przez arcybiskupa praskiego. Korona Czeska obejmowała ziemie rządzone przez króla czeskiego: Czechy właściwe, Margrabstwo Moraw, Księstwa śląskie (większość do 1742 r.), Łużyce (do 1635 r.) i Czeski Palatynat (1353–1401). Do krajów koronnych czasem również zalicza się Marchię Brandenburską, jako że w latach 1373–1378 trwała unia personalna z Koroną Czeską (Karol IV Luksemburski był również elektorem brandenburskim), Luksemburgowie rządzili Brandenburgią do 1415 roku. Nowy system miał stanowić gwarancję przed nadużyciami władzy królewskiej. Czeska korona świętego Wacława miała należeć do całego państwa i mogła być wyłącznie użyczana monarsze. Na mocy złotej bulli Karola IV król czeski stał się jednym z czterech dziedzicznych elektorów świeckich, dokonujących wyboru cesarza rzymskiego. Obok języka niemieckiego i włoskiego Bulla zobowiązywała dziedzica elektora do znajomości języka czeskiego. Nazwa Kraje Korony Czeskiej (Corona Regni Bohemiae) została po raz pierwszy użyta w trakcie panowania Jana Luksemburskiego w 1329 roku. Dzięki staraniom Karola IV odnowiono słowiańską liturgię w Klasztorze Emaus w Pradze, na co uzyskano specjalną zgodę papieża. Ponownie obok łacinki zaczęto używać głagolicy i języka staro-cerkiewno-słowiańskiego. Klasztor stał się prężnym ośrodkiem teologicznym, w którym nauki pobierali przyszli przywódcy husyccy, m.in. Jan Hus. Kres liturgii słowiańskiej położyły ok. 1430 r. wojny religijne.

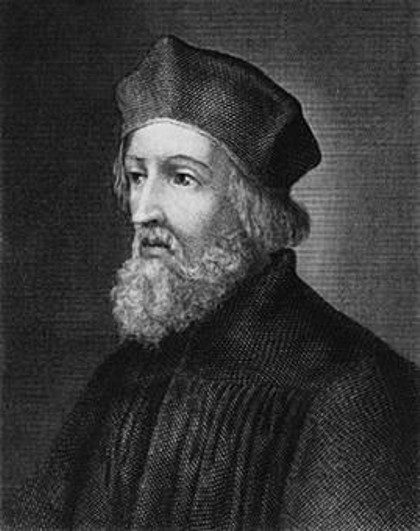
Jan Hus na rycinie z epoki

W początkach XV wieku wielki wpływ na społeczeństwo czeskie wywierał Jan Hus, głoszący potrzebę odnowy moralnej kościoła. Antypapież Jan XXIII, pod naciskiem przyrodniego brata Wacława IV, króla Niemiec i Węgier Zygmunta Luksemburskiego, uznał Husa za heretyka. W 1415 Zygmunt zaprosił Husa na soboru w Konstancji, rzekomo celem załagodzenia sporu, poręczając jego nietykalność tzw. listem żelaznym. Jednakże gdy Hus przybył do Konstancji, został pojmany, osądzony i spalony na stosie. Czesi oburzeni zdradą Zygmunta wzniecili rebelię. W 1419 po śmierci Wacława IV władzę w Czechach przejął Zygmunt.
Przez kolejne 20 lat wojny husyckie pustoszyły kraj i okoliczne krainy, na które za sprawą tzw. rejz przenieśli wojnę husyci odparłszy uprzednio 5 wypraw krzyżowych. Ludowy charakter radykalnego odłamu ruchu husyckiego doprowadził do przeciwstawienia rycerskim przeciwnikom szeregu innowacji militarnych takich jak szyk taborowy czy nowych form broni palnej jak hufnice, hakownice i taraśnic.

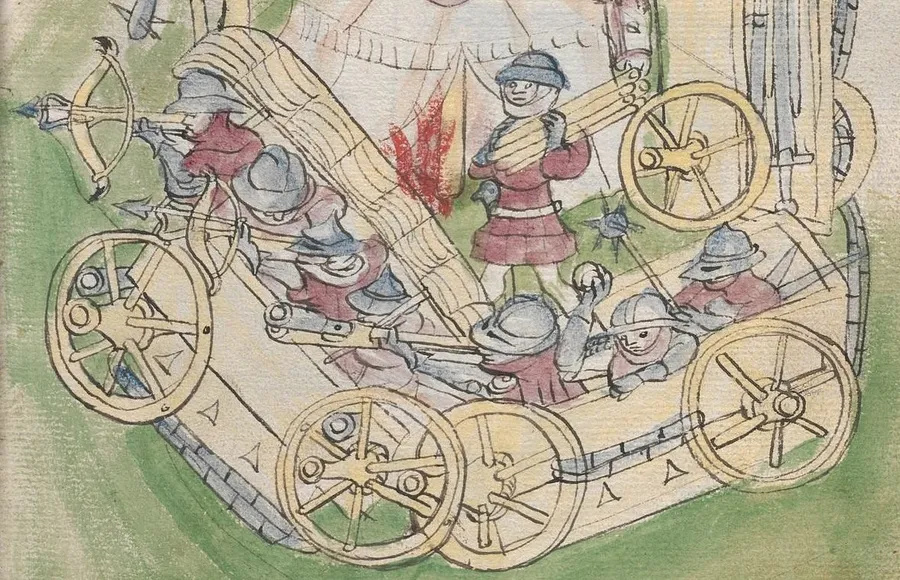
Husycki wagenburg w XV-wiecznym wyobrażeniu

Ostatecznie do 1436 Zygmunt wziął górę, gdy na jego stronę przeszło umiarkowane, husyckie ugrupowanie utrakwistów, które razem z wojskami cesarskimi rozbiło radykalnych taborytów w bitwie pod Lipanami. Zygmunt zmarł w 1437, był ostatnim czeskim władcą z dynastii Luksemburgów. Władzę w Czechach po nim objął zięć Albrecht II Habsburg, także król niemiecki i węgierski, zmarł jednak szybko w 2 lata później. Po okresie władzy landfrydów (tj. lokalnych konfederacji stanów mających zapewnić pokój), w 1453 koronowano na króla Czech syna Albrechta, Władysława Pogrobowca, jednak ten w 1457 zmarł wcześnie w wieku 17 lat. Rok później królem został wybrany były regent, przywódca utrakwistów, Jerzy z Podiebradów i panował do 1471. Husycki król przez cały okres rządów był w konflikcie z papiestwem i katolicką opozycją zgrupowaną wokół możnowładców z Rożemberku i Sternberku oraz miasta Wrocławia. Opozycja wybrała katolickiego antykróla w osobie władcy węgierskiego Macieja Korwina. Jego elekcji dokonano w morawskim Ołomuńcu. Wznawiana co jakiś czas wojna domowa między władcami toczyła się ze zmiennym szczęściem. Maciej, któremu z Czarną Armią udało się opanować jedynie Morawy, Śląsk i Łużyce, nigdy nie został ukoronowany w Pradze.

### Okres Jagielloński
Po śmierci Jerzego stany czeskie z terenów nieopanowanych przez Korwina wybrały na tron – wskazanego przez zmarłego króla – Władysława Jagiellończyka, najstarszego syna polskiego króla Kazimierza. Po kilku latach wojen (m.in. nieudanym oblężeniu Wrocławia, w którym bronił się Maciej) wzajemne, skomplikowane relacje obu władców ustalił zawarty w 1479 r. pokój w Ołomuńcu. W wyniku tego traktatu Władysław Jagiellończyk rządzący w Czechach właściwych uznał Macieja, a Maciej panujący jako król czeski w tzw. pobocznych ziemiach Korony Czeskiej (Morawy, Śląsk, Łużyce) uznał Władysława. Ustalono też zasady następstwa w przypadku śmierci któregoś z władców. Po nieoczekiwanej śmierci Korwina w 1490 r. wszystkie ziemie koronne znalazły się pod władzą Władysława II jako jedynego króla czeskiego. Sięgnął on także po opróżnioną koronę węgierską.

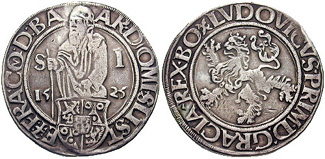
Wczesny „Ioachimsthaler” bity w imieniu Ludwika II, z postacią św. Joachima na rewersie (1525)

W 1515 Jagiellonowie zawarli układ wiedeński z Habsburgami, dotyczył on dziedziczenia tronu przez austriackich władców w przypadku wygaśnięcia Jagiellonów czesko-węgierskich. W 1516 na tronie zasiadł małoletni syn zmarłego Władysława – Ludwik Jagiellończyk. 
Za rządów Ludwika wyczerpane już były złoża srebra w Kutnej Horze, jednak odkryto nowe w leżącym w Rudawach Jáchymowie (niem. Joachimsthal). Z dobywanego od 1516 tam srebra rozpoczęto bicie nowej monety talara. 
W 1526 młody król zginął w bitwie pod Mohaczem, walcząc przeciwko Osmanom.

### Okres Habsburski
Po bezpotomnej śmierci Ludwika na tron został wybrany Ferdynand I Habsburg. Panowanie Habsburgów przyniosło Czechom ograniczenie przywilejów stanowych oraz swobód religijnych, mimo zagwarantowania w 1609 przez cesarza Rudolfa II wolności religijnej protestantów w liście majestatycznym. W 1618 protestanci wyrzucili przez okna zamku na Hradczanach dwóch namiestników nowego króla Ferdynanda II (defenestracja praska 1618), co stało się bezpośrednią przyczyną wybuchu wojny trzydziestoletniej 1618–1648. Po śmierci Macieja II w 1619 stany nie uznały następstwa Ferdynanda II i powołały na tron władcę Palatynatu Fryderyka Wittelsbacha. W bitwie na Białej Górze 8 listopada 1620 wojska cesarskie pobiły armię powstańczą. W następstwie klęski przywileje stanów czeskich uległy drastycznemu ograniczeniu. Poza Śląskiem zniesiono swobody religijne, chłopi popadli w poddaństwo osobiste. W konstytucji Odnowiony porządek ziemski (cz. Obnovené zřízeni zemské) Habsburgowie znieśli uprzywilejowaną pozycję jęz. czeskiego, narzucili rządy absolutne i dziedziczność tronu, a czeską arystokrację zastępowali oddanymi dynastii cudzoziemcami. Przymusowa rekatolicyzacja Czech w latach 1627–1657 wywołała masową emigrację protestantów. Do Rzeczypospolitej wyemigrował wówczas m.in. Jan Ámos Komenský.
W ramach kontrreformacji powstawały nowe, jezuickie kolegia i uniwersytety, w 1573 w Ołomuńscu, a w 1702 we Wrocławiu.
W latach 1599–1711 granica między współczesnymi Czechami a Słowacją była często narażona na najazdy Imperium Osmańskiego i jego wasali (zwłaszcza Tatarów i Siedmiogrodzian).
Wojna trzydziestoletnia spowodowała w Czechach znaczne straty populacyjne (śmierć 1/3 ludności) i gospodarcze. Nastąpił upadek miast. Doszło także do zmian etnicznych, gdyż działania wojenne pustoszył głównie nizinne tereny zamieszkałe przez ludność czeską. Konsekwencją klęski Czechów na Białej Górze w 1620 roku była przymusowa rekatolicyzacja kraju, emigracja ludności protestanckiej, likwidacja monarchii elekcyjnej i zaprowadzenie sterowanego z Wiednia absolutyzmu. Chociaż Czechy były dalej formalnie niepodległym krajem, to faktycznie stały się częścią monarchii habsburskiej, związku państw połączonych wspólną rodziną panującą, z dominującą pozycją Austrii. Czechy nadal należały do Świętego Cesarstwa Rzymskiego, a jako król Czech, władca monarchii habsburskiej posiadał status elektora przy wyborze cesarza. Wraz z rekatolicyzacją doszło także do niemal całkowitej germanizacji szlachty i mieszczaństwa. Większość protestanckiej szlachty czeskiej emigrowała za granicę, a jej majątki na ziemiach czeskich były konfiskowane. Wielu czeskich mieszczan przeszło na judaizm, będący wówczas jedyną legalną alternatywą wobec katolicyzmu. Dorobek kulturalny protestantów uległ w znacznej mierze zniszczeniu, palono protestanckie książki i dzieła sztuki. Na miejsce starej protestanckiej szlachty czeskiej była osadzana nowa szlachta katolicka, pochodząca często z Austrii lub innych krajów niemieckich i w większości niemieckojęzyczna. W wiekach XVII–XVIII obszar Korony Czeskiej zmniejszał się. W 1635 jeszcze za panowania Ferdynanda II na mocy pokoju praskiego utraciło ono na rzecz Saksonii Łużyce.
Po przegranych przez cesarzową Marię Teresę wojnach śląskich 1740–1745 większa część Śląska wraz z hrabstwem kłodzkim przypadła Królestwu Prus. Zmagania wojenne znowu toczono na ziemiach czeskich.
Reformy Marii i jej syna Józefa II, zwłaszcza ograniczenie pańszczyzny, zniesienie poddaństwa i liczne kasaty majątków kościelnych, stworzyły w Czechach na przełomie XVIII i XIX w. warunki do stopniowego rozwoju gospodarki kapitalistycznej. Pomimo utraty Śląska, Czechy pozostały najlepiej rozwiniętym ekonomicznie krajem monarchii Habsburgów (budżet armii cesarskiej w 50% finansowany był przez ziemie królestwa); tworzyła się czeska burżuazja i inteligencja. W tym okresie w społeczeństwie czeskim rozpoczął się proces kształtowania świadomości narodowej. W 1792 powstała katedra języka czeskiego na uniwersytecie praskim. Rozwinęły się badania nad językiem czeskim, a następnie nad historią Czech, literaturą i twórczością ludową prowadzone przez tzw. budzicieli (cz. buditelé), jak Czesi określają Josefa Dobrovskiego i innych działaczy tego okresu. W wieku XIX wśród inteligencji czeskiej popularnością cieszył się początkowo romantyczny panslawizm, później austroslawizm.
W czasie Wiosny Ludów podniesiono postulat utworzenia z Czech, Moraw i Śląska Cieszyńskiego odrębnej prowincji w ramach monarchii habsburskiej z własnym sejmem. W czerwcu 1848 odbył się w Pradze Zjazd Słowiański, któremu przewodniczył František Palacký, zwolennik austroslawizmu. W trakcie zjazdu wybuchło powstanie praskie 1848, krwawo stłumione przez wojska austriackie. Trwałą zdobyczą Wiosny Ludów było uwłaszczenie chłopów w monarchii austriackiej, co, wraz z postępującą industrializacją i rewolucją przemysłową, ułatwiło dalszy rozwój gospodarki kapitalistycznej. W latach 60. XIX w. Czechy stały się najbardziej uprzemysłowionym (głównie przemysł tekstylny i maszynowy) krajem Austrii. Rozwój przemysłu powodował znaczne migracje ludności wsi – w przewadze czeskojęzycznej – do miast, gdzie kulturalnie od czasów Białej Góry dominował język niemiecki. Prowadziło to do wzrostu napięć etnicznych.
Po załamaniu się w 1860 centralistycznego systemu A. Bacha czeska Partia Narodowa (cz. Narodni strana), której przewodzili František Ladislav Rieger i Palacký, wystąpiła ponownie z programem przebudowy państwa austriackiego w federację równoprawnych krajów, a po ugodzie austro-węgierskiej z 1867 roku o uznanie Królestwa Czeskiego za równoprawne wobec Austrii i Węgier. Odrzucenie tego postulatu doprowadziło do bojkotu przez partię narodową parlamentu wiedeńskiego i sejmu krajowego. Spór co do strategii walki politycznej doprowadził do rozpadu partii na tzw. staroczechów i młodoczechów. Ci ostatni w 1874 utworzyli Narodową Partię Liberalną (cz. Národní strana svobodomyslná). Walczyła ona o zwiększenie swobód obywatelskich, rozszerzenie kompetencji systemu parlamentarnego, powszechne prawo wyborcze i przyznanie Czechom większych praw narodowych. Na czele nowej partii stanęli wówczas Karel Sladkovský oraz bracia Gregrowie. W 1878 powstała w Czeska Partia Socjaldemokratyczna, która w 1888 weszła w skład austriackiej socjaldemokracji. Na przełomie XIX i XX w. powstały w Czechach nowe partie polityczne chrześcijańsko-demokratyczna i agrarna.
Po wybuchu I wojny światowej czeskie partie polityczne zajęły w większości pozycję wyczekującą; społeczeństwo niechętnie ponosiło ofiary na rzecz monarchii habsburskiej. Tomáš Masaryk jeszcze w 1914 udała się na emigrację, zapoczątkowując tzw. akcję zagraniczną, której kluczowymi postaciami byli oprócz niego także słowacki naukowiec Milan Rastislav Štefánik oraz Edvard Beneš. Triumwirat ten starał się o formowanie legionów czechosłowackich, rekrutując do nich swych rodaków spośród pojmanych jeńców austro-węgierskich. W 1916 powstała w Paryżu Czechosłowacka Rada Narodowa z Masarykiem na czele, uznana w 1918 przez państwa Ententy za reprezentację Czechów i Słowaków. Ostatnim władcą Korony Czeskiej był cesarz austriacki Karol I Habsburg.